# Percy Hodge
Percy Hodge (Reino Unido, 26 de noviembre de 1890-27 de diciembre de 1967) fue un atleta británico, especialista en la prueba de 3000 m obstáculos en la que llegó a ser campeón olímpico en 1920.

## Carrera deportiva
En los JJ. OO. de Amberes 1920 ganó la medalla de oro en los 3000 m obstáculos, empleando un tiempo de 10:00.4 segundos que fue récord olímpico, llegando a meta por delante del estadounidense Patrick Flynn y el italiano Ernesto Ambrosini (bronce).